# Амфревиль (Нижняя Нормандии)
Амфреви́ль (фр. Amfreville) — коммуна во Франции, находится в регионе Нижняя Нормандия. Департамент коммуны — Кальвадос. Входит в состав кантона Кабур. Округ коммуны — Кан.
Код INSEE коммуны — 14009.

## Население
Население коммуны на 2010 год составляло 1185 человек.
| 1962 | 1968 | 1975 | 1982 | 1990 | 1999 | 2010 |
| ---- | ---- | ---- | ---- | ---- | ---- | ---- |
| 482  | 444  | 615  | 819  | 905  | 1056 | 1185 |

## Экономика
В 2010 году среди 759 человек трудоспособного возраста (15—64 лет) 548 были экономически активными, 211 — неактивными (показатель активности — 72,2 %, в 1999 году было 72,2 %). Из 548 активных жителей работали 521 человек (269 мужчин и 252 женщины), безработных было 27 (16 мужчин и 11 женщин). Среди 211 неактивных 83 человека были учениками или студентами, 93 — пенсионерами, 35 были неактивными по другим причинам.